# Токаревский, Вячеслав Константинович
Вячеслав Константинович Токаревский (23 июня 1882 — 26 января 1929) — советский военачальник, начальник штаба НРА ДВР.

## Биография
Православный, в военную службу вступил 31 сентября 1900. Образование получил в Полоцком кадетском корпусе и Михайловском артиллерийском училище. Из училища выпущен в 26-ю артиллерийскую бригаду. Окончил Николаевскую военную академию в 1911 по 1-му разряду. Цензовое командование ротой осуществлял в 170-м пехотном Молодечненском полку с 6 октября 1911 до 9 октября 1913. Назначен обер-офицером для поручений при штабе 3-го Сибирского армейского корпуса с 26 ноября 1913.
Участник Первой мировой войны. Старший адъютант штаба 1-й кавалерийской дивизии, исполнял должность штаб-офицера для поручений при штабе 2-го армейского корпуса с 1 ноября 1915, затем утверждён в должности. Награждён Георгиевским оружием за бои в 1915, в которых исполнял должность начальника 43-й пехотной дивизии. Старший адъютант отделения генерал-квартирмейстера штаба 11-й армии зимой-весной 1917, после чего до декабря того же года исполняющий должность генерал-квартирмейстера штаба этой армии. Делопроизводитель ГУГШ с 12 декабря 1917.
Добровольно вступил в РККА в 1918, начальник отделения оперативного управления Всероглавштаба. Помощник начальника оперативного отделения полевого штаба РВСР. После чего в распоряжении штаба Туркфронта, начальник оперативного управления, затем помощник начальника, снова исполняет должность начальника оперативного управления. Исполняющий должность начальника штаба Заволжского военного округа с 18 мая 1920. Начальник штаба 6-й армии на Южном фронте с 19 августа до 3 декабря 1920, после чего, с 27 ноября того же года в распоряжении РВСР Южного фронта. Штатный преподаватель Военной академии РККА с января 1921. Начальник штаба НРА ДВР с 30 июня 1921 до 3 мая 1922, одновременно заместитель главкома и военного министра ДВР с января по март 1922. В распоряжении Штасиба (штаба войск Сибири). Групповой лектор практических занятий по тактике, администрации и топографии Военной академии РККА в 1922. На 1 марта 1923 старший руководитель по тактике Военной академии РККА. Скончался 26 января 1929 года от кровоизлияния в мозг в Москве, похоронен на 3-м участке Новодевичьего кладбища.

### Звания
- подпоручик (26 октября 1902);
- поручик (13 августа 1905);
- штабс-капитан (13 августа 1909);
- капитан (7 мая 1911);
- подполковник (производство 10 апреля 1916, старшинство 25 марта 1915 за отличие);
- полковник (15 августа 1917).

### Награды
- орден Святого Станислава 3-й степени (1907);
- орден Святого Станислава 2-й степени с мечами (29 апреля 1915);
- орден Святой Анны 4-й степени (14 июля 1915);
- орден Святой Анны 3-й степени с мечами и бантом (14 июля 1915);
- орден Святого Владимира 4-й степени с мечами и бантом (17 августа 1915);
- орден Святой Анны 2-й степени (20 августа 1915);
- Георгиевское оружие (11 сентября 1916).